# Matayba punctata
Matayba punctata är en kinesträdsväxtart som först beskrevs av Jacques Cambessèdes, och fick sitt nu gällande namn av Ludwig Radlkofer. Matayba punctata ingår i släktet Matayba och familjen kinesträdsväxter. Inga underarter finns listade i Catalogue of Life.